# 2010 год в Сербии
2010 год в Сербии — хронологический список событий 2010 года, которые оставили заметный след в истории Сербии и в жизни её граждан.

## Январь
- 4 января — в ответ на иск Хорватии Сербия подала в Международный суд ООН в Гааге встречный иск против Хорватии с обвинением в актах геноцида и иных преступлениях против сербов во время войны 1991—1995 годов[1].

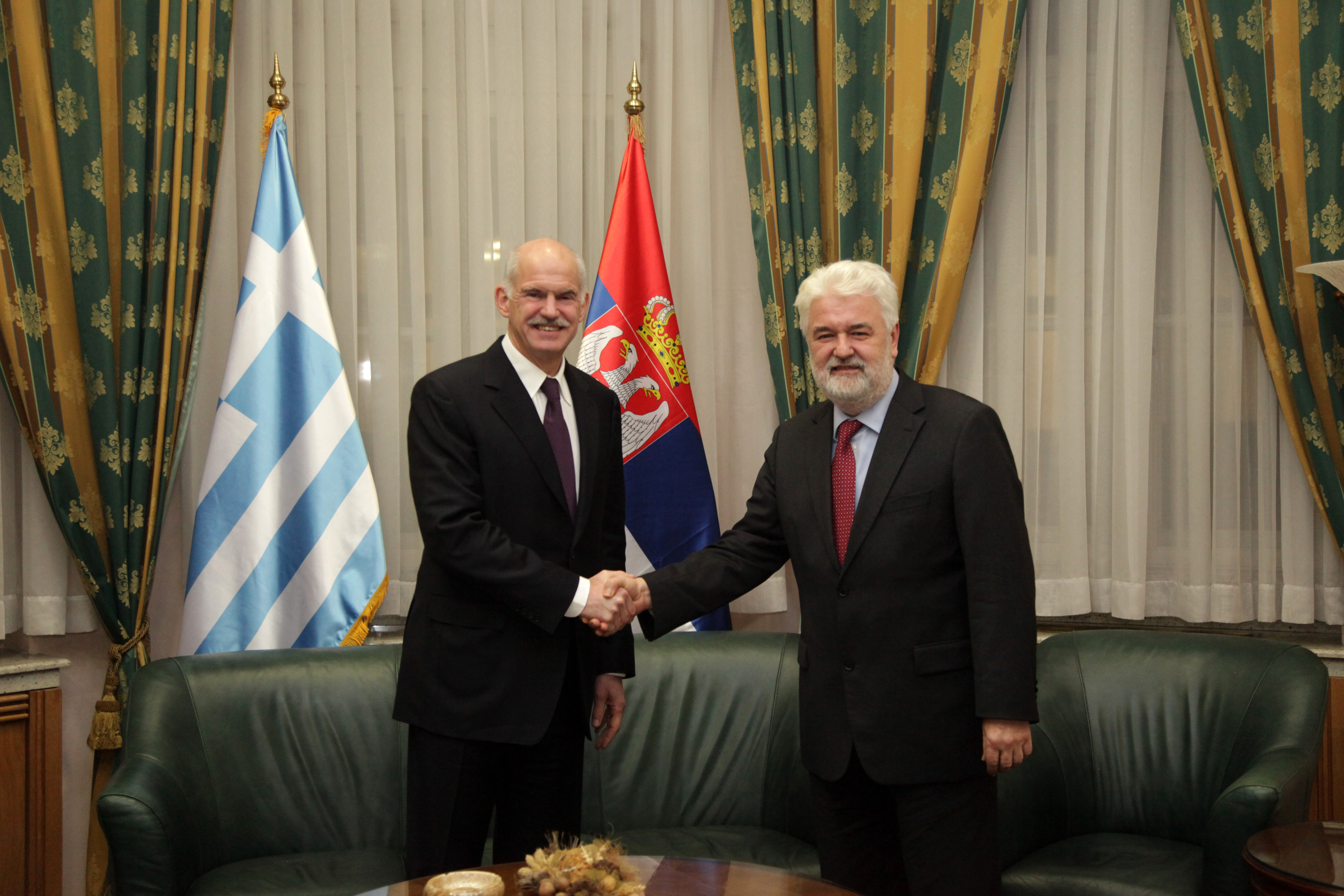
Георгиос Папандреу и Мирко Цветкович

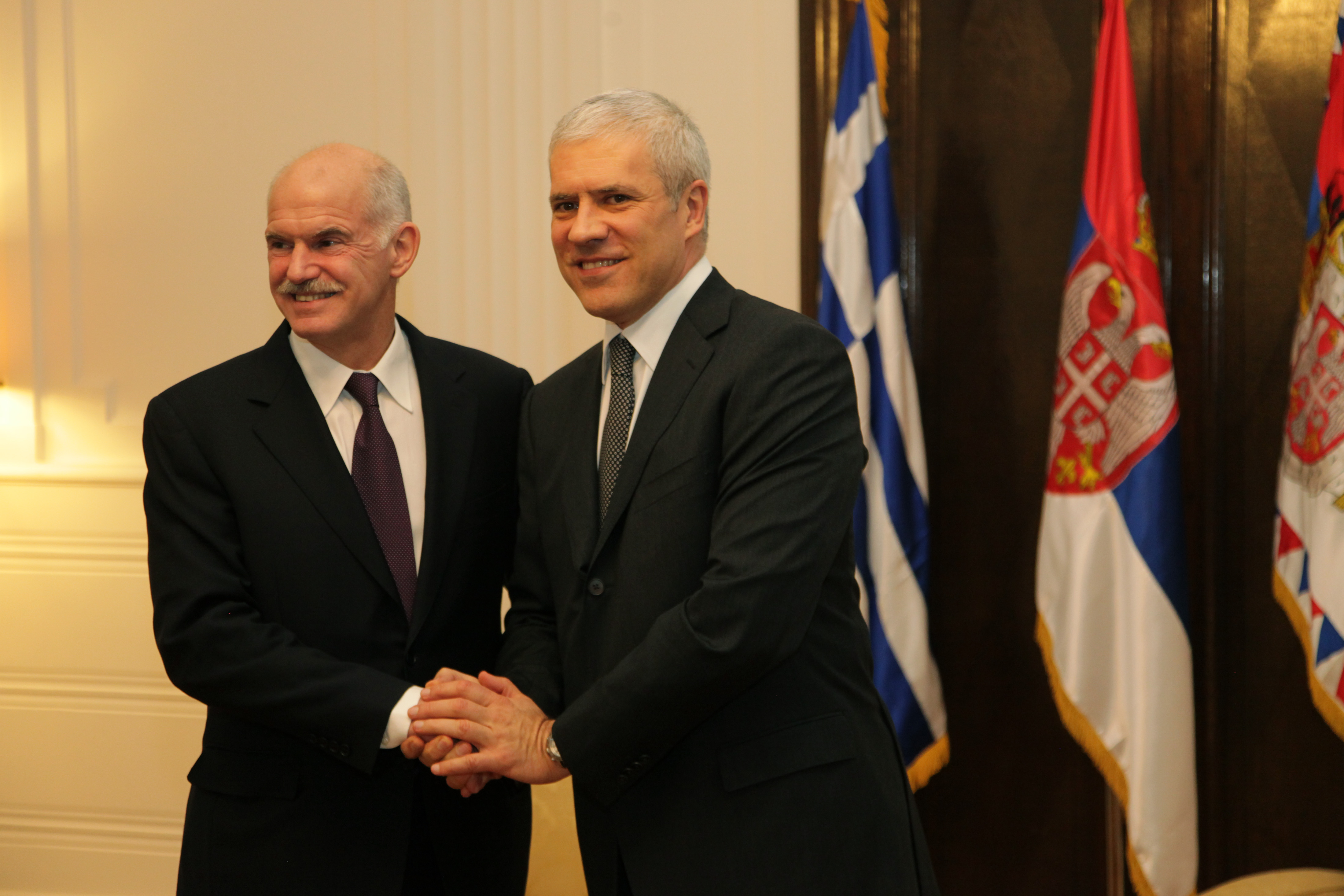
Георгиос Папандреу и Борис Тадич

- 4 января — визит в Сербию премьер-министра Греции Георгиоса Папандреу[2].
- 6—7 января — приезд президента Сербии Бориса Тадича в Метохию, в монастырь Высокие Дечаны[3][4].
- 14 января — независимость Косово признала Мавритания[5].
- 15 января — из Черногории, в связи с решением властей страны установить дипломатические отношения с Косово, отозван посол Сербии[6].
- 22 января — Патриархом Сербским с помощью апостольского жребия избран епископ Нишский Ириней.[7]
- 22 января — в Совете Безопасности ООН прошли слушания о положении в Косово, в которых принял участие президент Сербии Борис Тадич. Тадич подверг жёсткой критике доклад генерального секретаря ООН Пан Ги Муна о положении в Косово, заявив о несогласии с идеей генсека отложить решение по статусу края и о замалчивании в документе важных проблем[8]. Также подвергнут критике план «решения вопроса Северного Косова»[9].
- 26 января — полиция албанских властей Республики Косово на несколько часов задержала помощника министра Сербии по делам Косово и Метохии Бранислава Ристича, а также ещё четверых сербов, которые находились в селе Дрсник общины Клина на западе Косово и Метохии. Ранее албанские власти заявляли, что ограничат визиты представителей Сербии в край[10].

## Февраль
- 1 февраля — вступило в силу Переходное торговое соглашение между Сербией с Европейским Союзом, предусматривающее постепенную либерализацию торговли в течение шести лет и открывающее путь к интеграции страны в ЕС[11].

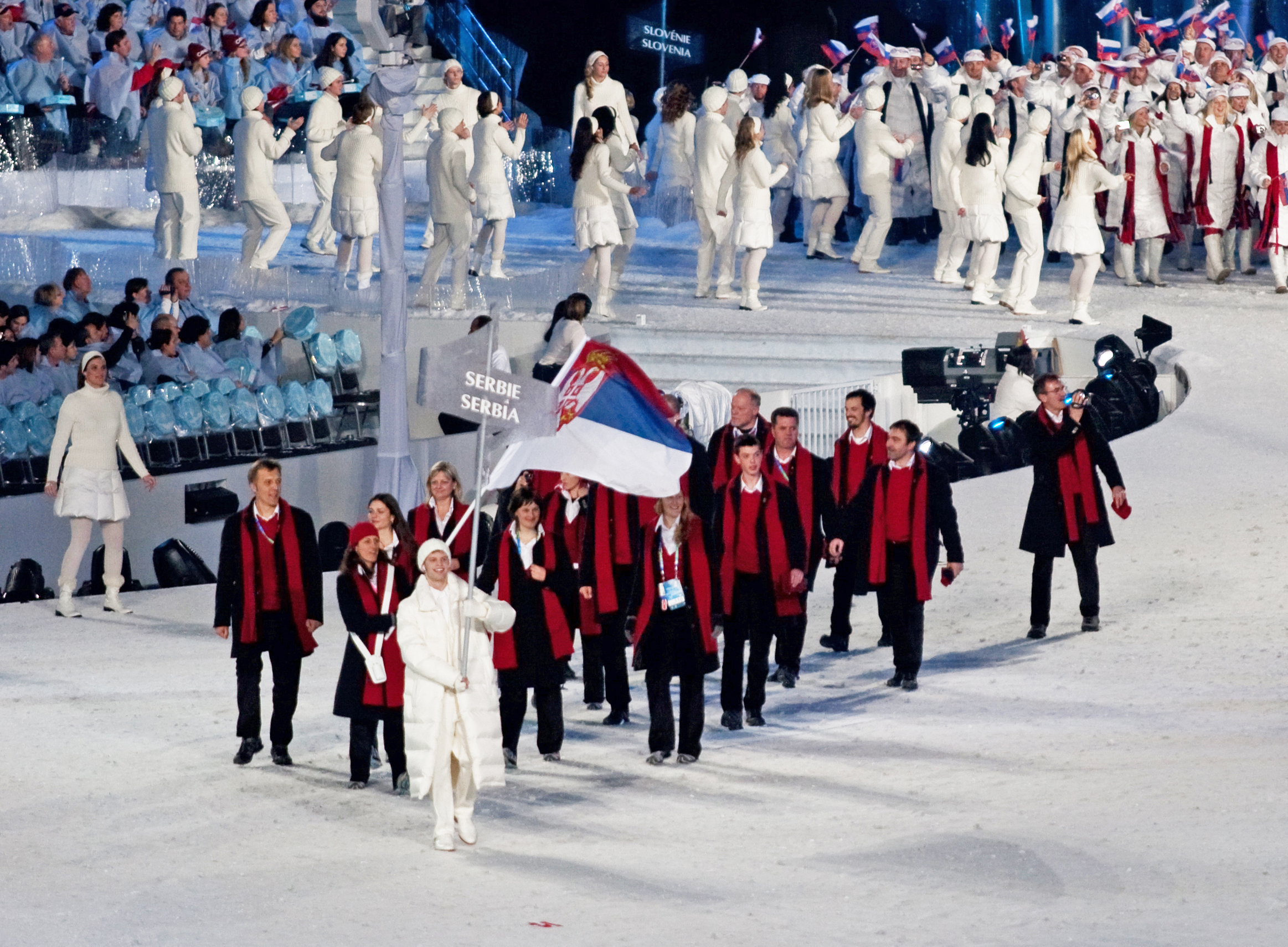
Сборная Сербии на церемонии открытия Олимпийских игр в Ванкувере

- 12—28 февраля — в Ванкувере (Канада) прошли XXI зимние Олимпийские игры, в которых приняли участие 10 сербских спортсменов.
- 13 февраля — решением Синода Сербской православной церкви от управления Рашско-Призренской епархии отстранён епископ Артемий[12], в связи с подозрением в растрате церковных и государственных средств[13][14].
- 14 февраля — в монастыре Грачаница произошли столкновения между монахами, поддерживающих епископа Артемия, отстронённого накануне, и сторонниками решения Синода Сербской православной церкви[15].
- 22 февраля — в Заечаре из-за продолжительных дождей и таяния снега вышла из берегов река Белый Тимок, эвакуировано 211 человек. Высокий уровень воды отмечен в реках Ибар, Западная Морава, Дрина и других[16].

## Март
- 1 марта — в Гааге после перерыва началось слушание по делу Радована Караджича[17].
- 1 марта — сербские хакеры взломали сайт президента частично признанной Республики Косово Фатмира Сейдиу[18].
- 3 марта — умер писатель Момо Капор.
- 10 марта — в Сербию прибыл первый автобус с гражданами страны албанской национальности, которые находились в Бельгии и просили там убежища[19]. Ранее бельгийские власти отмечали, что после отмены 19 декабря 2009 визового режима между Сербией, Македонией, Черногорией и Бельгией они столкнулись с большим наплывом албанцев[20].
- 10 марта — в 14:38 по местному времени произошло землетрясение силой 5 баллов с эпицентром у города Исток, в районе города Печ (Косово и Метохия)[21].
- 10 марта — из-за сильных снегопадов остановлено движение на железнодорожном направлении Белград — Бар на участке между городами Пожега и Валево[22].
- 13 марта — победителем национального отбора и участником Евровидения-2010 стал Милан Станкович с песней «Ово је Балкан»[23].
- 18 марта — войска KFOR передали охрану памятника героям Косовской битвы на Газиместане Косовской полицейской службе[24].
- 19 марта — Борис Тадич отказался участвовать в саммите балканских лидеров и представителей ЕС в городке Брдо-код-Краня (Словения), который был организован по инициативе премьер-министров Словении и Хорватии Борута Пахора и Ядранки Косор. Причина отказа: участие в саммите лидеров самопровозглашённой Республики Косово[25].
- 23 марта — Глава Народного банка Сербии Радован Елашич объявил о своём уходе с должности, которую он занимал с 25 февраля 2004 года.[26]
- 24 марта — в городе Опатия (Хорватия) произошла первая встреча президента Сербии Бориса Тадича и недавно избранного президента Хорватии Иво Йосиповича[27].
- 30 марта — домен бывшей Югославии .yu, который был открыт в 1994 году, а после распада страны, закреплённый за Сербией, прекратил своё существование[28].
- 31 марта — парламент Сербии, по инициативе депутатской группы «За европейскую Сербию», основу которой составляет Демократическая партия Бориса Тадича, проголосовал за резолюцию, осуждающую массовое убийство боснийских мусульман в Сребренице в 1995 году и содержащую извинения перед семьями погибших[29].

## Апрель
- 1 апреля — территорию Косова и Метохии покинули бельгийские военные, входившие ранее в состав сил KFOR[30].
- 3 апреля — президент Сербии Борис Тадич совершил однодневный визит в Ливию[31].
- 7 апреля — министр финансов Сербии Диана Драгутинович и заместитель министра финансов России Дмитрий Панкин подписали в Москве соглашение о предоставлении Россией Сербии под 3,4 % годовых стабилизационного кредита размером в 200 млн долларов со сроком погашения до конца 2021 года.[32]
- 12 апреля — независимость Косово признал Свазиленд[33].
- 15 апреля — решением Правительства Сербии в стране объявлен День траура по погибшим 10 апреля в авиационной катастрофе в Смоленске президенту Польши Леху Качиньскому и 95 других польских граждан[34].

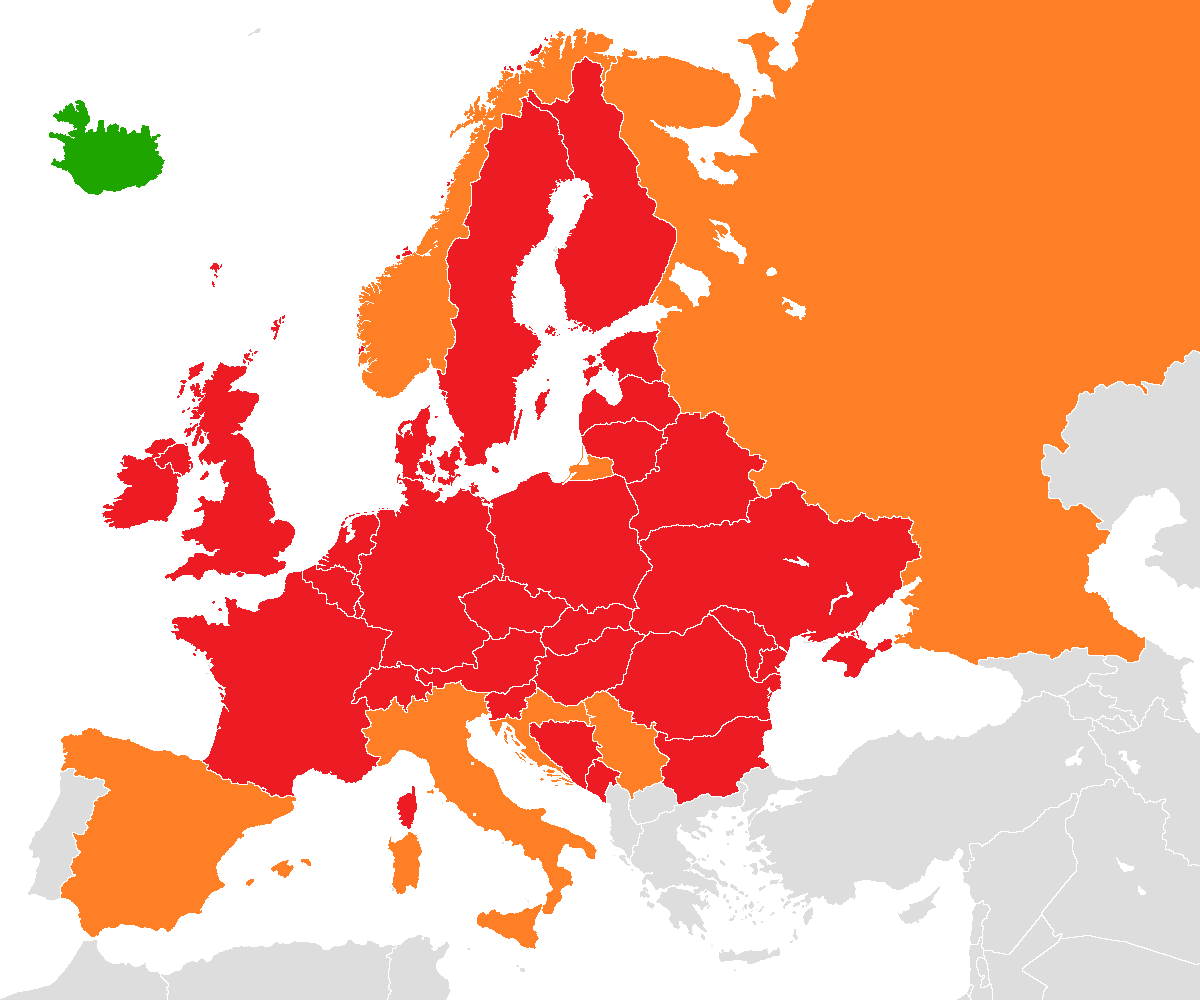
18 апреля. Красным — страны с полностью закрытым для полётов воздушным пространством. Оранжевым — страны с частичным ограничением на полёты

- 17 апреля — в 16:00 из-за извержения вулкана Эйяфьядлайёкюдль в Исландии полностью закрыто воздушное пространство для авиасообщения над территорией Сербии[35].
- 18 апреля — в 18:00 открыто воздушное пространство над Сербией для пролёта пассажирских самолётов, для прилётов и вылетов открыт аэропорт города Ниш, Белградский аэропорт продолжает быть закрытым[36].
- 19 апреля — в 00:00 полностью открыто авиационное сообщение на всей территории Сербии[37].

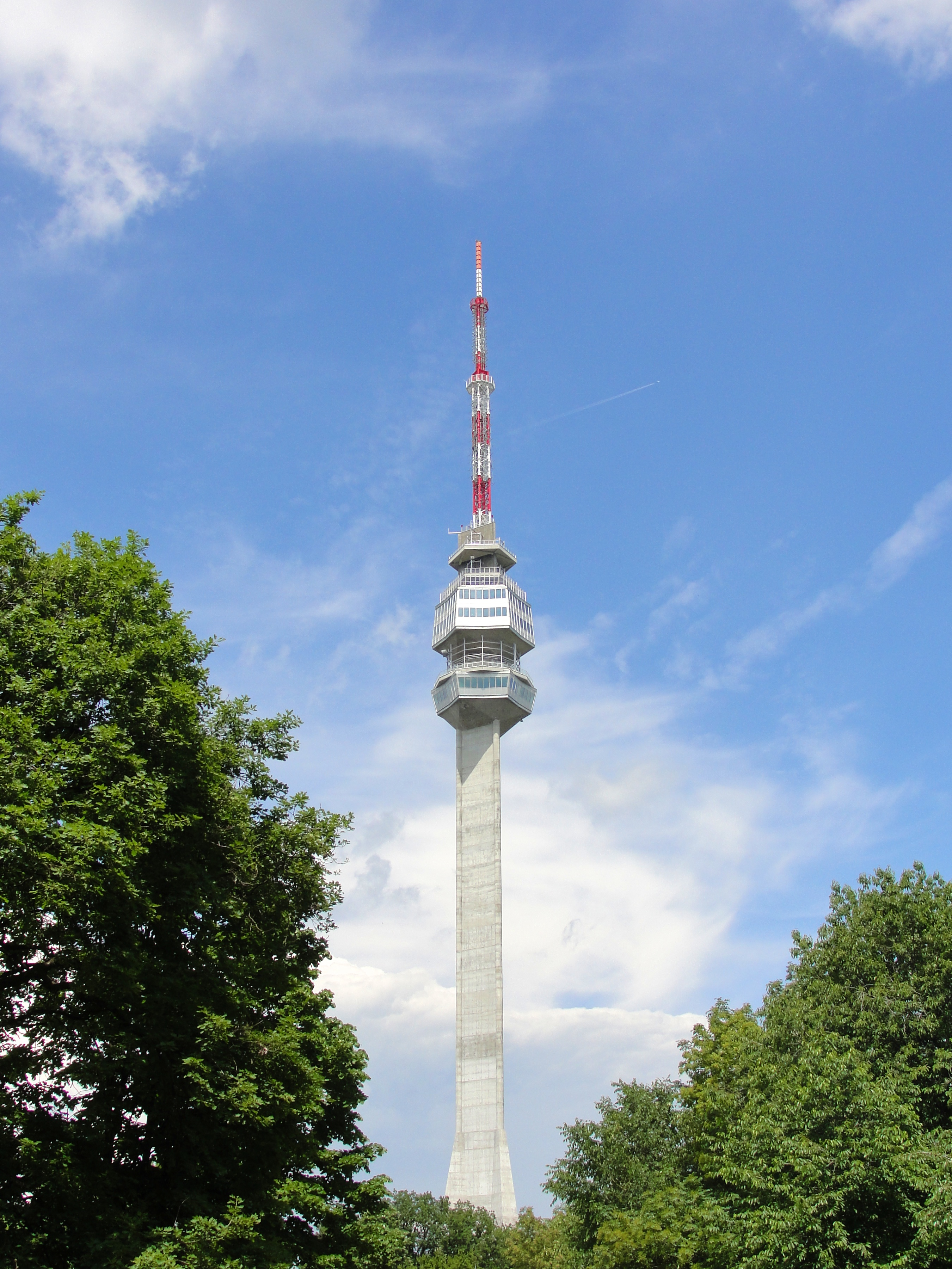
Авалская телебашня

- 21 апреля — в присутствии высших должностных лиц Сербии и нескольких тысяч граждан состоялась официальная церемония открытия Авалской телевизионной башни — самого высокого сооружения Сербии и всего Балканского полуотрова[38].
- 21 апреля — в результате разлива реки Топлица и других произошло наводнение в южных общинах Сербии. Более ста человек в общине Прокупле эвакуировано, в Гаджин-Хане погибла пожилая женщина[39][40].
- 22 апреля — ещё одна жертва наводнения — в районе Зайечара погиб пожилой мужчина[41].
- 23—24 апреля — косовская полиция отключила передатчики сербских операторов, оставив без мобильной и стационарной телефонной связи сербов, проживающих в Косово и Метохии, и пользующихся их услугами[42].
- 24 апреля — в Стамбуле состоялась встреча президента Сербии Бориса Тадича, президента Турции Абдуллы Гюля и председателя Президиума Боснии и Герцеговины Хариса Силайджича[43].
- 25 апреля — президент Сербии Борис Тадич посетил общины Лесковац и Алексинац, которые сильно пострадали от наводнения[44].
- 26 апреля — в Грачанице около 3000 сербов протестовало против демонтирования албанскими властями передатчиков сербских телефонных операторов, что привело к отключению мобильной и стационарной связи[45].
- 28 апреля — независимость Косово признало Вануату[46].

## Май

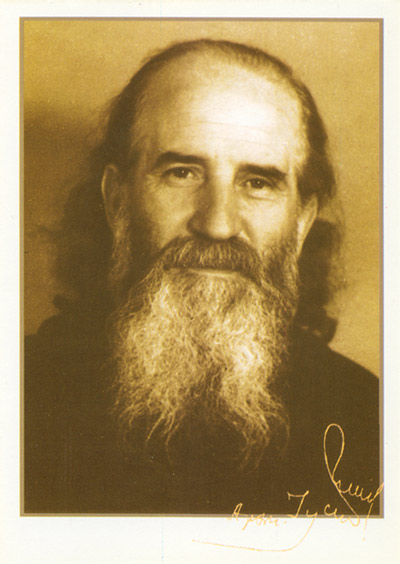
Юстин (Попович)

- 2 мая — на литургии в Храме Святого Саввы канонизированы новые святители Сербской православной церкви — Юстин Новый (Челийский) (1894—1979) и Симеон Дайбабский (1854—1941)[47].
- 3—4 мая — двухдневный визит президента Сербии Бориса Тадича в Норвегию[48].
- 4 мая — Святой архиерейский собор Сербской православной церкви большинством голосов принял решение отправить на пенсию епископа Рашско-Призренской епархии Артемия[49].
- 8 мая — независимость Косово признала Джибути (68-я страна).
- 9 мая — визит президента Сербии Бориса Тадича в Москву на празднование 65-летия Победы в Великой Отечественной войне[50].
- 9 мая — сербский баскетбольный клуб Партизан впервые с 1997—1998 годов занял четвёртое место в Евролиге[51].
- 10 мая — объявлено об обнаружении массового захоронения около 250 человек у села Рудница общины Рашка[52], в котором захоронены косовские албанцы, погибшие во время вооружённого конфликта в 1998—1999 годах[53].
- 12—13 мая — двухдневный визит президента Сербии Бориса Тадича в Азербайджан[54].
- 14 мая — на севере Сербии, в Воеводине, у города Сомбор зафиксирован торнадо[55].
- 15-16 мая — наводнение на юге Сербии на реке Пчинья в районе села Трговиште (Пчиньский округ), погибло 3 человека, эвакуированно около 300[56].
- 17 мая — Борис Тадич посетил Кралево, которое пострадало от наводнения и оползня на левом берегу реки Ибар[57].
- 17 мая — в Совете Безопасности ООН состоялось заседание по ситуации в Косово и Метохии[58].
- 18 мая — Борис Тадич посетил Трговиште, в котором от наводнения погибло 2 человека[59].
- 19 мая — независимость Косово признала Сомали (69-я страна)[60].
- 25-29 мая — в Осло (Норвегия) прошёл конкурс песни Евровидения, в котором участвовал исполнитель из Сербии Милан Станкович, набравший в финале 72 балла (13 место).
- 29 мая — в связи с 10-й годовщиной основания Игманской инициативы в Сараево прошла встреча президентов Сербии Бориса Тадича, Хорватии Иво Йосиповича, Черногории Филиппа Вуяновича, а также членов Президиума Боснии и Герцеговины Хариса Силайджича, Желько Комшича и Небойши Радмановича[61].
- 30 мая — в северной части общины Косовска-Митровица и в общине Ново-Брдо прошли внеочередные местные выборы, организованные сербскими властями[62].

## Июнь
- 2 июня — в Сараево прошла конференция министров иностранных дел стран ЕС, Западных Балкан и других стран. На встрече обсуждались вопросы интеграции стран региона в Европейский Союз[63].
- 3 июня — в районе города Крагуевац в Гружанское озеро рухнул штурмовик сербских ВВС «Орао» («Орёл»). Пилот Слободан Йоцич катапультировался[64].
- 3 июня — Ненад Зимонич и Катарина Среботник (Словения) выиграли Открытый чемпионат Франции по теннису в смешанном парном разряде[65].
- 4 июня — авиационным рейсом из Стамбула в Белград вернулся сербский участник Флотилии свободы кинооператор Срджан Стоилькович, который, как и остальные участники флотилии, был захвачен израильской армией в ночь с 30 на 31 мая[66].
- 5 июня — Ненад Зимонич и Даниэль Нестор (Канада) выиграли Открытый чемпионат Франции по теннису в мужском парном разряде[67].
- 6 июня — впервые в Сербии прошли выборы в Советы национальных меньшинств, которые охватили 161 общин и 19 национальных меньшинств. 16 меньшинств используют прямые выборы, а 3 (хорваты, македонцы и словенцы) выбирают представителей в Советы с помощью электорских скупщин[68].

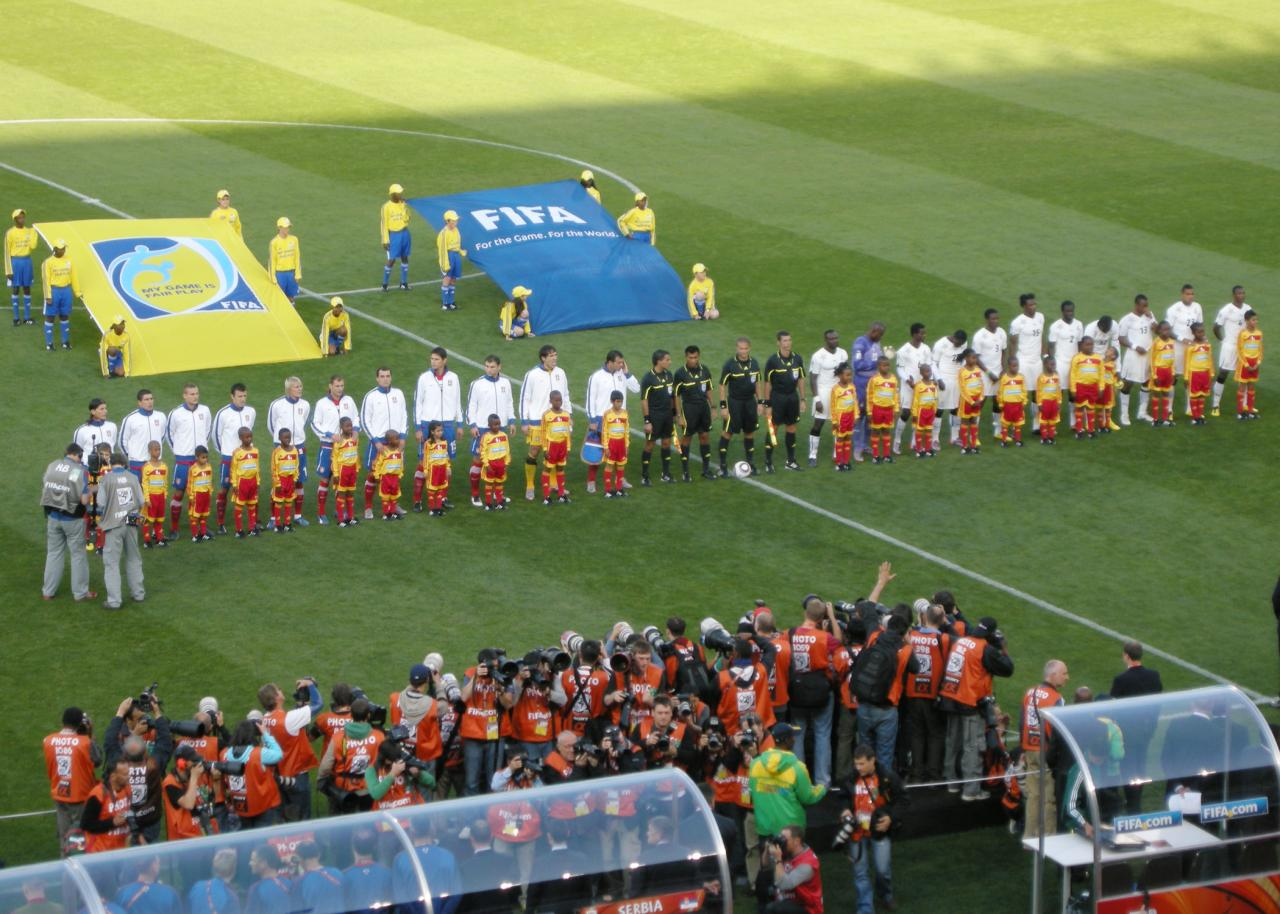
Сборная Сербии (слева) на своём первом матче чемпионата мира со сборной Ганы, 13 июня 2010

- 11 июня—11 июля — в ЮАР прошёл чемпионат мира по футболу, в котором принимала участие сборная Сербии.
- 23 июня — проиграв сборной Австралии со счётом 2:1, сборная Сербии выбыла из участия на Чемпионате мира по футболу.
- 23—26 июня — наводнение во многих регионах Сербии: Валево, Шабац, Лозница, Кралево[69]. В Мачванском и Колубарском округах приняты чрезвычайные меры[70]. Наиболее тяжёлая ситуация в общине Уб[71].
- 28 июня — Видовдан. В монастыре Грачаница литургию отслужили Патриарх Сербский Ириней в сослужении Митрополита Черногорско-приморского Амфилохия. Позже состоялся молебен на Газиместану. Торжественные и памятные мероприяти также прошли в Крушеваце и Белграде.[72]

## Июль
- 2 июля — около 10:00 по местному времени во время мирной демонстрации около 1000 сербов против открытия в городе канцелярии при правительстве Республики Косово произошёл террористический акт в квартале Бошнячка-Махала северной части города Косовска-Митровица. Погиб 1 человек — врач-педиатр Менсур Джекович, дом которого расположен рядом с местом инцидента[73]. Ранено 11 человек — 5 мужчин и 6 женщин[74] Президент Сербии Борис Тадич экстренно созвал в Белграде Совет национальной безопасности[75].
- 3 июля — в связи со смертью одного человека во время теракта, который произошёл накануне, в Косовско-Митровицком округе объявлен день траура[76].
- 6 июля — в связи с терактом в Косовской-Митровице планируется экстренное заседание Совета Базопасности ООН.

## Август
- 22 августа — в Белграде умер легендарный югославский футболист и игрок клуба «Партизан» Степан Бобек[77] — наилучший бомбардир сборной Югославии за всю её историю, забивший 38 мячей[78].
- 28 августа — после 32-летнего перерыва открыто движение на узкоколейной железной дороге Мокра-Гора (Сербия) — Вишеград (Республика Сербская). В церемонии открытия принимали участие президент Сербии Борис Тадич и премьер-министр Республики Сербской Милорад Додик[79].
- 28 августа—12 сентября — в Турции проходит Чемпионат мира по баскетболу, в котором сборная Сербии заняла итоговое 4-е место.
- 29 августа—11 сентября — в Загребе (Хорватия) проходит Чемпионат Европы по водному поло, в котором принимает участие сборная Сербии.

## Сентябрь
- 25 сентября—10 октября — в Италии прошёл Чемпионат мира по волейболу среди мужчин, сборная Сербии завоевала бронзовые медали.

## Октябрь
- 29 октября—14 ноября — в Японии прошёл Чемпионат мира по волейболу среди женщин, в котором сборная Сербии заняла 8 место.

## Декабрь
5 декабря — Сербия стала обладателем Кубка Дэвиса по теннису, обыграв в финальной серии сборную Франции.